# Бренн и его часть трофеев
«Бренн и его часть трофеев» — картина французского художника-академиста Поля Жамена, написанная в 1893 году на сюжет из истории Древнего Рима. На полотне изображена сцена, связанная с разграблением Рима галлами в 390 году до н. э. Вождь галлов Бренн стоит перед входом в комнату, где собрана причитающаяся ему часть добычи: золото, ткани, сосуды и пять римских женщин. Почти все они полностью обнажены, у двух связаны за спиной руки. Одна закрывает лицо рукой, другая припала в напрасной мольбе к золотой статуе бога Зевса. Бренн смотрит на всё это с усмешкой, держа небольшое копьё в левой руке.
Картина считается одним из лучших произведений Поля Жамена. Искусствовед Луи Капитэн писал в 1903 году, что в «Бренне» Жамен сочетает скрупулёзное отношение к историческим реалиям с одухотворённостью исполнения и умением сделать изображение интересным для зрителя.
Картина хранится в одном из музеев Ла-Рошели.